# Boldklubben 1909
Boldklubben 1909 of B 1909 is een op 14 september 1909 opgerichte voetbalclub uit Odense, Denemarken.
De club speelde 34 seizoenen in de hoogste klasse en werd twee keer landskampioen. In 2006 fuseerde de club met B 1913 Odense en Dalum IF om zo FC Fyn te vormen. De lagere elftallen spelen nog wel met de naam B 1909 in de Deense competities. Ook kende de club een professionele vrouwenafdeling.

## Erelijst
- Landskampioen

1959, 1964
- Beker van Denemarken

1962, 1971, finalist in 1977
- Kampioen 2e klasse

1948, 1950, 1954, 1970, 1990, 1992

## Eindklasseringen
| Seizoen   | №  | Clubs | Divisie     | Duels | Winst | Gelijk | Verlies | Doelsaldo | Punten | Tsch |
| --------- | -- | ----- | ----------- | ----- | ----- | ------ | ------- | --------- | ------ | ---- |
| 2002–2003 | 15 | 16    | 1. division | 30    | 7     | 7      | 16      | 52–75     | 28     | 739  |

## B 1909 in Europa
Uitslagen vanuit gezichtspunt Boldklubben 1909 
| Seizoen                                                    | Competitie           | Ronde | Land                                         | Club                | Totaalscore | 1e W    | 2e W    | PUC |
| ---------------------------------------------------------- | -------------------- | ----- | -------------------------------------------- | ------------------- | ----------- | ------- | ------- | --- |
| 1959/60                                                    | Europacup I          | 1/8   | Vlag van Oostenrijk                          | Wiener Sport-Club   | 2-5         | 0-3 (T) | 2-2 (U) | 1.0 |
| 1962/63                                                    | Europacup II         | Q     | Vlag van Luxemburg                           | Alliance Dudelange  | 9-2         | 1-1 (U) | 8-1 (T) | 6.0 |
|                                                            |                      | 1/8   | Vlag van Oostenrijk                          | Grazer AK           | 6-4         | 1-1 (U) | 5-3 (T) | 6.0 |
|                                                            |                      | 1/4   | Vlag van Duitsland                           | 1. FC Nürnberg      | 0-7         | 0-1 (T) | 0-6 (U) | 6.0 |
| 1964/65                                                    | Europacup I          | Q     | Vlag van Spanje (11 okt. 1945- 20 jan. 1977) | Real Madrid CF      | 2-9         | 2-5 (T) | 0-4 (U) | 0.0 |
| 1965/66                                                    | Europacup I          | Q     | Vlag van Roemenië (1965-1989)                | Dinamo Boekarest    | 2-7         | 0-4 (U) | 2-3 (T) | 0.0 |
| 1966/67                                                    | Jaarbeursstedenbeker | 2R    | Vlag van Italië                              | SSC Napoli          | 2-6         | 1-4 (T) | 1-2 (U) | 0.0 |
| 1968/69                                                    | Jaarbeursstedenbeker | 1R    | Vlag van Duitsland                           | Hannover 96         | 2-4         | 2-3 (U) | 0-1 (T) | 0.0 |
| 1971/72                                                    | Europacup II         | Q     | Vlag van Oostenrijk                          | FK Austria/WAC Wien | 4-4 u       | 4-2 (T) | 0-2 (U) | 2.0 |
| Totaal aantal behaalde punten voor UEFA coëfficiënten: 9.0 |                      |       |                                              |                     |             |         |         |     |

## Bekende (oud-)spelers
- Ole Kirketerp Madsen

## Vrouwen
De club kende ook een vrouwenafdeling. Zij zijn actief geweest in de Elitedivisionen, waar ze meermaals kampioen werden. Het eerste kampioenschap werd behaald in 1981. Daarna werd de club nog kampioen in; 1983, 1985, 1992 en 1993.
In 2022/23 is de afdeling actief op het regionale niveau.